# 雙百龍屬
双百龙属（学名：Bicentenaria，意思是“两百周年纪念日”；以1810年阿根廷五月革命两百周年纪念日命名）是一属肉食性虚骨龙类兽脚亚目恐龙，生存于晚白垩世（大约9000万年前）的阿根廷。本属只含有一个物种，即模式种阿根廷双百龙（Bicentenaria argentina）。据估计，它的体长约为2.5至3（8至10英尺）。这个名字最早在2012年6月份报导于新闻之中，描述它的论文在8月份正式发表。

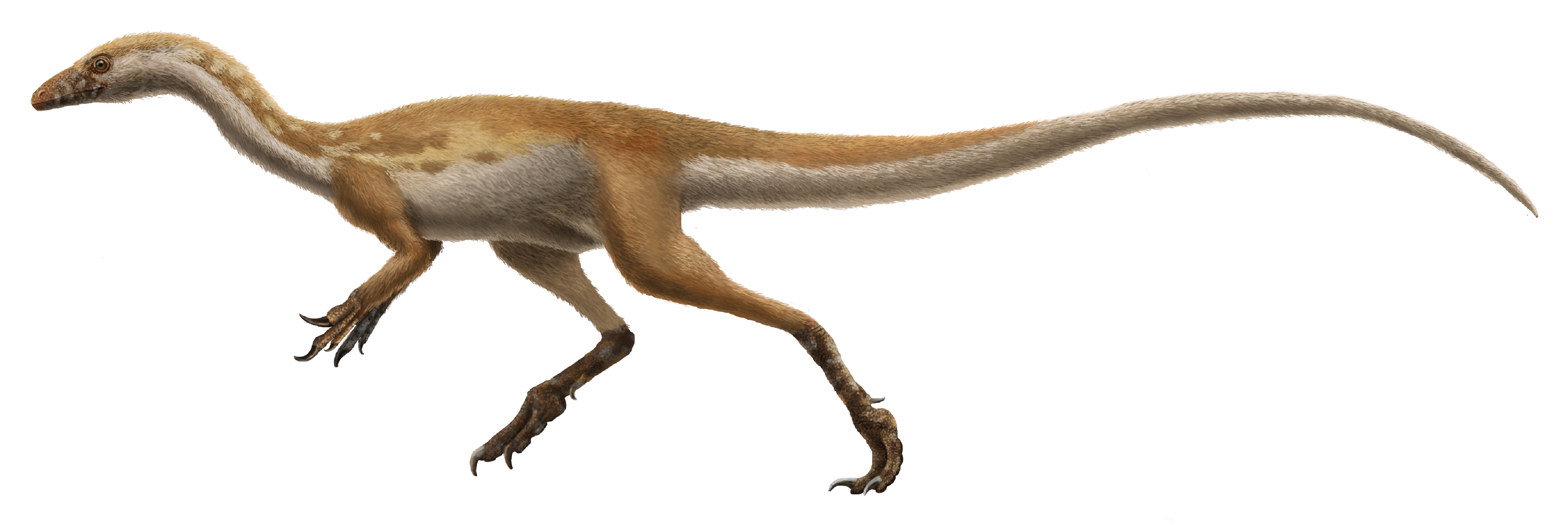
复原图